# Roccastrada
Roccastrada es un comune y localidad italiana de la provincia de Grosseto, en la región de la Toscana. Su población es de 9302 habitantes (2004), en una superficie de 284,37 km².

## Demografía
| Gráfica de evolución demográfica de Roccastrada entre 1861 y 2001 |
|                                                                   |
| Fuente ISTAT - elaboración gráfica de Wikipedia                   |

## Arquitectura

### Edificios religiosos
- Abadía de San Salvatore a Guiugnano.
- Capilla de San Feriolo.
- Iglesia de San Nicolás.
- Capilla de San Leonardo.

### Castillos
- Castillo del Belagaio.
- Castillo de Sassoforte.